# Pop Corn (personaggio)
Pop Corn è il demonietto consigliere del maldestro gangster Jak Mandolino, dell'omonimo fumetto frutto della fantasia del fumettista Benito Jacovitti.
A detta di taluni il colore rosso e la voce dallo spiccato accento romagnolo, fornita nell'omonimo cartone diffuso dalla Rai nella trasmissione Supergulp, richiamerebbe un fine satirico dell'autore, di fede democristiana, indicando il maligno come il Partito Comunista Italiano, partito storicamente maggioritario nella regione emiliano-romagnola.
In alcuni fumetti, viene anche chiamato con il nome di Satanicchio. Istiga per lo più il suo "tutelato" a commettere atti criminali, che puntualmente falliscono; Jak si ritrova così a sfogare i suoi bollenti spiriti sullo spiritello infernale, che incassa senza quasi replicare ("Sparla, che è tutta pubblicità."). Il piccolo diavolo non interviene mai per salvare il gangster ("Non sono mica il suo angelo custode, io!") ed anzi è lui stesso il più delle volte la causa scatenante dei guai di Mandolino. Frequentemente prende ispirazione da voluminosi manuali dai titoli più disparati ("Come ti tento il tonto", "Mille e più tentasiun"...).